# Лящ Самійло

Герб Правдич

Самійло Лящ з Тучапських (Самуель Лащ Тучапський) гербу Правдич (пол. Samuel Łaszcz; 1588 — 15 лютого 1649) — польський шляхтич, військовий, державний діяч Речі Посполитої, відомий з вчинених розбоїв та насильств. Едвард Руліковський стверджував про ненависть русинів до Самуеля Ляща за його злочини.

## Коротка біографія
Посади: староста овруцький, канівський, хорунжий подільський, стражник великий коронний. Був сином хорунжого белзького Олександра Лаща Тучапського і Софії з Корабчевських.
Зростав при дворах князів Ружинських (1575–1610), Ходкевичів. Близько 1608 року командував надвірними хоругвами княгині Софії Ружинської — дружини ротмістра Романа Ружинського — командира військ Лжедмитрія ІІ. На 1617 став ротмістром козацької хоругви кварцяного війська та отримав перший вирок баніції за спалення двох містечок, через що втік на Запорізьку Січ. Командував хоругвою у Хотинській битві 1621 року, за що отримав уряд хорунжого подільського. Взяв участь 1624 року у битві з татарами під Мартиновим. У польсько-шведській війні знаходився під командуванням Стефана Чарнецького (1626–1629). З 1629-го знову воював з татарами, козаками Тараса Федоровича, за що отримав 1630 року уряд стражника коронного, організувавши надійну охорону вздовж ймовірних шляхів нападу татар. Для захисту земель утримував на свої кошти декілька хоругов з 1000 вояків — шляхтичів і козаків, за допомогою яких змушував осілу шляхту, міщан, купців сплачувати контрибуцію, виганяв заставників з селищ, яким він їх заклав за гроші.
За розбій, грабежі, вбивства був присуджений 236 разів до вигнання — баніції і 47 до позбавлення честі і доброго імені — інфамії. За відвагу на полі бою від виконання покарань його захищав великий гетьман коронний Станіслав Конєцпольський, видаючи ґлейти (охоронні листи) на відтермінування їхнього виконання і під чиїм командуванням він перебував з 1623 року. Тоді пліткували, що невиконаними вироками суду він підбивав собі накидку плаща.
Взяв участь у придушенні повстання Павлюка (1637/38), Кумейківській битві, утримуючи загін з 500 кавалеристів і 300 піхотинців. 1640–1642 років — нові насильства над сусідами, через що король позбавив його уряду овруцького старости. Від неприємностей його врятувала участь у битві з татарами під Охматовим, за що ґлейт надав 1643 року Сенат. На Сеймі 1645 проти цього виступили делегати з руських воєводств.
Після смерті С. Конєцпольського 1646 року був усунутий з уряду коронного стражника. Київський воєвода Януш Тишкевич за наказом короля після чисельних скарг шляхти скликав посполите рушення (12000 вояків), на його чолі вирушив до маєтку С. Лаща в Макарові, де той перебував. Знаючи про це, покинув Макарів, його вояки теж розійшлись. 17 жовтня Януш Тишкевич прибув на місце, не чинив насильства над дружиною та дітьми, з дому забрали одяг, який віддали деякому Харлінському. Частину його інших маєтків віддали князю Яремі Вишневецькому. Самійло Лящ безуспішно намагався за допомогою суду, князя Владислава Домініка Заславського, який не любив Я. Вишневецького, повернути володіння.
На початку повстання під проводом Богдана Хмельницького бився з козаками під Пилявцями, згодом під командуванням Єремії Вишневецького під Костянтиновим. За легендою відмовився перейти на сторону Б. Хмельницького. Коронаційний Сейм 1649 з огляду на вірність Короні повернув його до прав, скасувавши дотихчасові баніції та інфамії.
Був власником, зокрема, Макарова; іноді тут мешкав. Як багато тодішніх вояків, носив модного чуба.
Помер 15 лютого 1649 у Варшаві під співи спеціально запрошеного цигана. Був похований у костелі Св. Стефана Кракова, його рештки після руйнування храму були вилучені.

## Сім'я
У шлюбі з Катериною Кашовською народились:
- Міхал;
- Пйотр (або Ян);
- Софія (Зофія) — дружина белзького підкоморія Яна Дружбича;
- ім'я невідоме — дружина белзького підчашого Валентія Фредра.